# 11月23日 (旧暦)
旧暦11月23日は旧暦11月の23日目である。六曜は先負である。

## できごと
- 暦仁元年（ユリウス暦1238年12月30日） - 天変のため嘉禎より暦仁に改元。
- 元禄16年（グレゴリオ暦1703年12月31日） - 元禄大地震が発生。
- 宝永4年（グレゴリオ暦1707年12月16日） - 富士山の宝永大噴火が発生。東側に新山が出現し「宝永山」と命名される。
- 嘉永6年（グレゴリオ暦1853年12月23日） - 徳川家定、江戸幕府十三代征夷大将軍に就任。

## 誕生日
- 寛正6年（ユリウス暦1465年12月11日） - 足利義尚[1]、室町幕府9代将軍（+ 1489年）